# Cova del Batlle
L'Olivar antigament Cova del Batlle és un jaciment arqueològic que pertany al Paleolític al terme de Granyena de les Garrigues, (Les Garrigues), inclòs a l'Inventari del Patrimoni Arqueològic i Paleontològic de Catalunya.
El jaciment de l'Olivar, apareix en les zones baixes de zones conreades entre la Vall Major i Comapruneda, al nord de la Cova del Batlle. Concretament pertany al Paleolític mitjà segons les datacions donades a les seves troballes i, que també, han sigut posades en comú amb jaciments de la mateixa zona. Tot i això no s'ha pogut fer una datació més exacta degut al fet d'estar arreplegats en superfície, entre conreus i bastant dispersats. Aquest jaciment, en uns inicis es va anomenar Cova del Batlle, per la cova que es troba a pocs metres del lloc, dintre la Cova es va trobar un altre jaciment, i a partir d'aquí es va rebatejar el nom del jaciment de l'Olivar.
Les primeres troballes es van donar arrel del treball de la pagesia, on es documenta l'aparició d'un centenar d'artefactes lítics com sílex (gratadors, làmines...) i quarsita, que directament van ser relacionades amb el jaciment de la Cova del Batlle.
Es creu, segons s'ha observat i tot i ser jaciments amb artefactes d'èpoques diverses (paleolític, l'Olivar, i bronze ple, la Cova del Batlle), que els objectes lítics de l'Olivar podrien provenir directament de la cova en un fenomen de dispersió.